# Dhammasoka
Dhammasoka o Dharmasoka fou rei de Polonnaruwa (1208-1209). El Pujavaliya diu que era fill de Anikanga.
Va governar al tomb d'un any sota regència del home fort del país, el general Ayasmanta; al final del qual el seu pare Anikanga, que devia ser la persona legitimada per ser rei com a governador de Maya Rata, va arribar amb un exèrcit mercenari indi, va derrotar a Ayasmanta a Polonnaruwa i es va proclamar rei. Anikanga hauria fet matar tant a Ayasmanta com a Dhammasoka.